# Nazionale maschile di calcio delle Filippine
La nazionale di calcio delle Filippine (in tagalog: Pambansang koponan ng futbol ng Pilipinas), i cui componenti sono soprannominati Azkals (tagalog per "cani da strada"), è la rappresentativa calcistica delle Filippine, posta sotto l'egida della Philippine Football Federation e affiliata all'AFC.
È la nazionale di più antica fondazione tra quelle del continente asiatico, con più di un secolo di storia alle spalle. Non si è mai qualificata alla fase finale di un mondiale, mentre ha preso parte a una fase finale della Coppa d'Asia, nel 2019. Ha raggiunto la finale della AFC Challenge Cup nel 2014, quando è stata sconfitta dalla Palestina. Solitamente disputa le partite interne allo stadio Panaad di Bacolod, allo stadio dello Sport delle Filippine di Bocaue o allo stadio Rizal Memorial di Manila.
Nella classifica mondiale della FIFA, in vigore da agosto 1993, la posizione più alta mai raggiunta dagli Azkals è stato il 111º posto del maggio 2018; il peggior posizionamento è il 195º posto occupato nel corso della seconda parte del 2006. Occupa attualmente il 145º posto della graduatoria.

## Storia

### Esordi

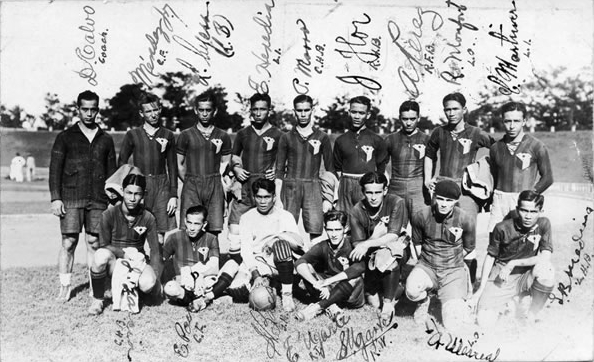
La nazionale filippina ai Giochi dell'Estremo Oriente del 1930.

La nazionale filippina partecipò ai Giochi dell'Estremo Oriente, la cui prima edizione si tenne nel 1913 e la cui ultima edizione si tenne nel 1934. Furono questi i primi tornei calcistici disputati da nazionali di calcio dopo il Torneo Interbritannico. Le Filippine affrontarono regolarmente Giappone e Cina e, in un'edizione, anche le Indie orientali olandesi. Nella prima edizione del torneo vinsero per 2-1 cointro la Cina e nell'edizione del 1917 ottennero la vittoria più larga della propria storia, travolgendo i padroni di casa del Giappone per 15-2 trascinati dall'attaccante ispanofilippino Paulino Alcántara.
Dopo la cessazione dei Giochi dell'Estremo Oriente la nazionale partecipò ai Giochi dell'Asia orientale del 1940, organizzati per commemorare il 2600º anniversario della fondazione dell'Impero giapponese da parte di Jinmu. La squadra si classificò terza dietro alle rappresentative di Giappone e Manciukuò e davanti alla Cina.

### 1950-1990
Negli anni '50 la nazionale delle Filippine giocò in casa varie amichevoli con altre nazionali, ma soffrì della mancanza di fondi e ricevette scarsa attenzione dai media. In questo periodo i membri della nazionale provenivano dalla Lega calcistica di Manila, che riceveva grande supporto dalla comunità sinofilippina. La nazionale filippina fornì buone prestazioni ai Giochi asiatici del 1958, tenutisi a Tokyo, dove sconfisse il Giappone per 1-0, risultato che fu definito uno shock dai giornali nipponici.
Dopo il 1958 il calcio filippino visse una fase di netto declino: molti calciatori si ritirarono dalla nazionale a causa degli sforzi economici che dovevano compiere per giocarvi. I nazionali Ed Ocampo ed Eduardo Pacheco passarono alla pratica della pallacanestro, fino a giungere a giocare a livello professionistico (cioè ricevendo in cambio un compenso). Il Congresso delle Filippine approvò un Atto della Repubblica, l'atto 3135, che impose alla Federazione atletica dilettantistica delle Filippine di schierare in nazionale non più del 40% di giocatori di origine cinese o di altra origine straniera. Gli sponsor si ritirarono e i campionati, fondati per lo più sul supporto della comunità sinofilippina, andarono in crisi. La regola del 40% fu inasprita sotto la presidenza di Johnny Romualdez, a capo della Federazione calcistica delle Filippine (PFF), dopo il 1982, quando la PFA si era riorganizzata dandosi il nome di PFF
La nazionale patì larghe sconfitte ai Giochi asiatici del 1962 a Giacarta, tra cui un pesante 15-1 contro la Malaysia, che divenne la peggiore sconfitta mai subita dalle Filippine. Il primato fu poi battuto dal 15-0 subito contro il Giappone nel 1967 durante le qualificazioni ai Giochi olimpici del 1968. Nel tentativo di arginare questa serie di risultati negativi furono ingaggiati dei commissari tecnici stranieri: fu l'inglese Alan Rogers a prendere le redini delle Filippine dopo la sconfitta contro la Malesia, mentre lo spagnolo Juan Cutillas fu chiamato ad allenare la nazionale dopo il pesante passivo subito contro il Giappone.
Nei primi anni '60 la Federazione calcistica delle Filippine si associò con la Corporazione San Miguel allo scopo di cercare assistenza straniera per allenare i calciatori locali e sviluppare il calcio nel paese. Furono ingaggiati dapprima gli allenatori britannici Alan Rogers e Brian Birch, poi i connazionali Danny McClellan e Graham Adams. Nel 1961 la Corporazione San Miguel chiamò quattro studenti di medicina spagnoli esperti nella pratica del calcio, Francisco Escarte, Enrique dela Mata, Claudio Sanchez e Juan Cutillas. Escarte e dela Mata lasciarono le Filippine dopo un anno.
Nel 1971 il CT Juan Cutillas ingaggiò cinque calciatori stranieri, quattro spagnoli e un cinese, e li integrò nella nazionale filippina, che giocò varie competizioni regionali quali il Torneo Merdeka, il Torneo dell'anniversario di Giacarta e la Coppa del Presidente 1971 in Corea del Sud. La squadra ottenne inaspettate vittorie contro Thailandia, Singapore e Corea del Sud, ma dopo la partenza dei quattro calciatori spagnoli per motivi finanziari la squadra entrò in un'altra fase di declino; in questo periodo la pallacanestro divenne nel paese più popolare del calcio.
La nazionale filippina di calcio guidata dall'allenatore tedesco Eckhard Krautzun concluse al quarto posto i Giochi del Sud-est asiatico del 1991, disputati a Manila. Nella fase a gironi ottennero un pari (2-2) contro il Vietnam, una vittoria (1-0 con gol di Norman Fegidero) contro i campioni in carica della Malesia, che a causa di quel passo falso furono eliminati, e nella terza gara subirono una sconfitta (1-2) contro l'Indonesia vincitrice del girone. Superato il raggruppamento grazie al secondo posto, il 2 dicembre la compagine filippina fu battuta per 6-2 dalla Thailandia in semifinale ed eliminata dal torneo. Due giorni dopo, nella finale per il terzo posto, fu sconfitta per 0-2 da Singapore.

### 2000-2010
Nel settembre 2006 le Filippine precipitarono al 195º posto della graduatoria della FIFA, la più bassa posizione di sempre per la squadra. Alla fine di quell'anno, però, gli Azkals risalirono al 171º posto in seguito alla qualificazione al campionato dell'ASEAN del 2007 con la vittoria per 4-1 sul Brunei del 20 novembre 2006. L'allenatore Aris Caslib si pose come obiettivo il raggiungimento della semifinale con almeno due vittorie nella fase a gironi, malgrado il presidente federale Juan Miguel Romualdez predicasse calma e tentasse di spegnere facili entusiasmi, dato che le Filippine colsero la loro prima vittoria nel torneo solo nell'edizione del 2004.
Le Filippine non andarono oltre la fase a gironi, ottenendo solo un pareggio in tre partite. Il brutto risultato portò alle dimissioni di Caslib già nel febbraio 2007. Non essendo riuscita a raggiungere i preliminari del torneo, la nazionale filippina scese nuovamente alla 179ª posizione del ranking mondiale. Le prestazioni poco confortanti indussero così la federazione a ritirare la nazionale, che nel 2007 rinunciò a disputare le fasi di qualificazione al mondiale di Sudafrica 2010. Le Filippine furono uno dei quattro paesi del Sud-est asiatico a non prendere parte alle eliminatorie del mondiale sudafricano dopo un numero record di partecipazioni consecutive. In seguito fu rivelato che la decisione di non partecipare alle qualificazioni alla Coppa del mondo 2010 era stata presa già durante la presidenza di Rene Adad, che era terminata nel 2003, al fine di concentrarsi sulle competizioni calcistiche regionali.
Dal 2007 le Filippine non riuscirono a qualificarsi a nessuna competizione di rilievo. Gli Azkals arrivarono molto vicini a questo traguardo nel 2008, quando videro sfumare la possibilità di prendere parte all'AFC Challenge Cup 2008 per un solo gol di margine nella differenza reti e all'AFF Suzuki Cup 2008 a causa di un numero minore di gol segnati.
Nel 2009 fu nominato CT l'uomo d'affari Dan Palami, ma il supporto del governo fu scarso. Palami finanziò la nazionale a proprie spese, cercando di mettere in pratica un ambizioso piano che prevedeva l'ingresso nelle prime 100 posizioni della classifica FIFA. A questo scopo furono convocati in nazionale più calciatori filippini nati e cresciuti all'estero.
L'arrivo nel 2010 dell'allenatore inglese Simon McMenemy parve segnare una svolta nel panorama calcistico filippino. Sotto la guida di McMenemy, gli Azkals centrarono alcuni risultati sorprendenti che lentamente contribuirono ad aumentare la passione per il calcio nel paese. L'allenatore inglese guidò le Filippine nell'edizione 2010 della Long Teng Cup, tenutasi dall'8 al 12 ottobre a Kaohsiung, a Taiwan. In questa occasione gli Azkals affrontarono Macao, Hong Kong e Taipei cinese. Dopo le convincenti prestazioni alla Long Teng Cup arrivò la qualificazione all'AFC Suzuki Cup 2010, dove le Filippine rimasero imbattute nella prima fase della competizione ed eliminarono i campioni in carica del Vietnam superandoli al termine di una gara che è considerata una delle più grandi sorprese nella storia del torneo. La partita, ricordata come "il miracolo di Hanoi", segna secondo molti sportivi filippini la rinascita del calcio nazionale in una nazione dove è la pallacanestro lo sport dominante La squadra filippina riuscì dunque a raggiungere la fase ad eliminazione diretta, dove fu eliminata (a causa di due sconfitte) dall'Indonesia in semifinale dopo essere stata costretta a disputare a Giacarta anche la sfida casalinga, non avendo lo stadio di casa superato il controllo degli standard dell'AFF.

### 2010-2019
Nonostante le buone prestazioni ottenute con la squadra filippina, McMenemy lasciò la nazionale nel gennaio 2011 e fu sostituito dal tedesco Michael Weiß, grazie al quale gli Azkals riuscirono a centrare ulteriori successi.
Il 3 luglio 2011 le Filippine ottennero la prima storica vittoria nelle fasi di qualificazione ad un mondiale sconfiggendo lo Sri Lanka per 4-0 nella partita di ritorno del primo round di qualificazione al campionato del mondo 2014, dopo il pareggio per 1-1 nella partita di andata. Nel turno successivo la nazionale fu eliminata dal Kuwait, che si impose sia all'andata che al ritorno con il punteggio complessivo di 5-1.
L'11 marzo 2012 le Filippine siglarono la prima vittoria nell'AFC Challenge Cup, sconfiggendo per 2-0 gli ex campioni dell'India dopo aver perso per 2-0 all'esordio, due giorni prima, contro la Corea del Nord. Un successo per 2-1 nell'ultimo incontro del girone, il 13 marzo contro il Tagikistan, diede ai filippini la prima storica qualificazione alla semifinale, dove il 16 marzo furono eliminati dal Turkmenistan Le Filippine riuscirono a concludere il torneo al terzo posto grazie ad un successo per 4-3 contro la Palestina nella finale di consolazione.
Il 29 settembre 2012 le Filippine vinsero la Philippine Peace Cup, torneo amichevole disputato in casa, grazie a tre vittorie in tre incontri. Si tratta del loro primo titolo in 99 anni, dal I Campionato dei Giochi dell'Estremo Oriente disputatosi nel 1913. All'edizione del 2012 dell'AFC Suzuki Cup la squadra riuscì a ripetere il percorso compiuto nel 2010, raggiungendo la semifinale. Nell'occasione lo stadio casalingo, lo Stadio Rizal Memorial, ospitò il suo primo match di Suzuki Cup, un pareggio senza gol contro Singapore, quest'ultimo poi vittorioso nella gara di ritorno per 1-0.
Nell'agosto 2013 gli Azkals salirono al 141º posto del ranking FIFA, la posizione più alta della loro storia. Tale posizione viene ulteriormente migliorata alla fine dell'anno, con il raggiungimento del 127º posto della prestigiosa classifica.

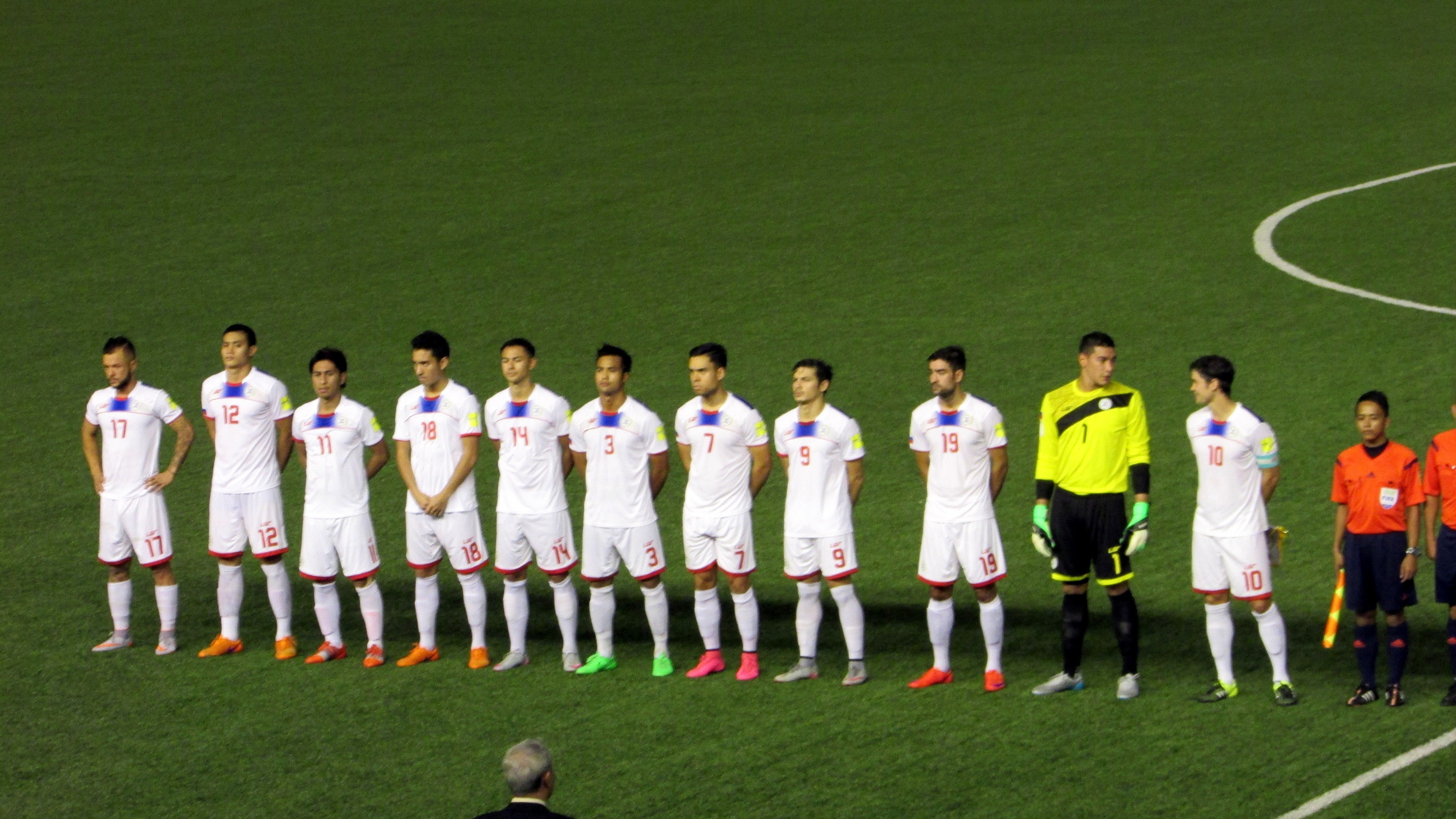
La formazione filippina scesa in campo nell'amichevole contro le del 3 settembre 2015

Nel febbraio del 2014 subentrò nel ruolo di commissario tecnico l'ex capitano della nazionale statunitense Thomas Dooley. Guidate dal nuovo commissario tecnico statunitense, le Filippine riescono a raggiungere la finale dell'AFC Challenge Cup 2014. Con in palio un posto per la Coppa d'Asia 2015, gli Azkals furono sconfitti dalla Palestina per 1-0 il 30 maggio 2014. Qualche mese più tardi, nella finale della Philippine Peace Cup 2014, le Filippine furono invece sconfitte dal Birmania per 3-2.
Nella Coppa AFF Suzuki Cup 2014 le Filippine batterono l'Indonesia per la prima volta in 80 anni, dai Giochi dell'Estremo Oriente del 1934. Tale vittoria, assieme al precedente successo nei confronti del Laos, condusse le Filippine alla loro terza apparizione consecutiva in semifinale, nonostante una sconfitta contro il Vietnam nel loro terzo incontro. Gli Azkals affrontarono così la Thailandia in semifinale: dopo un pareggio a reti bianche a Manila all'andata, furono sconfitti per 1-0 nella partita di ritorno a Bangkok, venendo così eliminati dal torneo.
Il 14 aprile 2015 a Kuala Lumpur si svolsero i sorteggi degli otto gironi della seconda fase delle qualificazioni AFC al mondiale di Russia 2018. Le Filippine furono inserite nel girone H insieme a Uzbekistan, Bahrein, Corea del Nord e Yemen. Per gli Azkals fu un girone proibitivo, considerata la caratura delle avversarie e in particolare degli uzbeki, una delle migliori nazionali del continente asiatico e favoriti per la vittoria del girone, davanti ai nordcoreani.
L'11 giugno 2015 le Filippine esordirono nella partita inaugurale del girone H, svoltasi allo Stadio Rizal Memorial di Manila contro il più quotato Bahrein. Per l'occasione ci fu una discreta affluenza di pubblico nello stadio, grazie agli ultimi risultati positivi ottenuti nei precedenti due anni. Gli Azkals vinsero per 2-1 contro ogni pronostico e si ripeterono cinque giorni dopo in trasferta contro lo Yemen, battuto per 0-2 alla seconda giornata delle qualificazioni, in una partita giocata in campo neutro a Doha, in Qatar, per via di tensioni politico-sociali nello Yemen. Per i filippini fu la prima vittoria di sempre in trasferta nelle qualificazioni mondiali. Mai nella storia le Filippine erano partite così bene in un girone di qualificazione ad un mondiale. Dopo due match le Filippine si ritrovarono prime nel girone H in coabitazione con la Corea del Nord. I buoni risultati riaccesero l'entusiasmo dei filippini, che ormai praticano il calcio in vaste aree del paese. Nel luglio 2015 gli Azkals salirono al 124º posto del ranking FIFA. L'8 settembre 2015, contro l'Uzbekistan, le Filippine patirono tuttavia un pesante passivo, un 1-5 casalingo allo Stadio Rizal Memorial di Manila. A seguire vi fu un sofferto pareggio per 0-0 contro la Corea del Nord a Pyongyang, l'8 ottobre. Il 13 ottobre gli Azkals persero per 2-0 a Riffa contro il Bahrein, con una prestazione molto opaca. Il 12 novembre affrontarono lo Yemen in casa, allo Stadio Rizal Memorial, per rimanere almeno in lotta per il secondo posto, ultimo lumicino di speranza per la qualificazione alla fase finale. Contro ogni pronostico, fu lo Yemen a imporsi (0-1), sopprimendo le velleità filippine. Il 24 marzo 2016 la squadra filippina, pur non sfigurando, fu sconfitta per 1-0 dall'Uzbekistan a Tashkent.

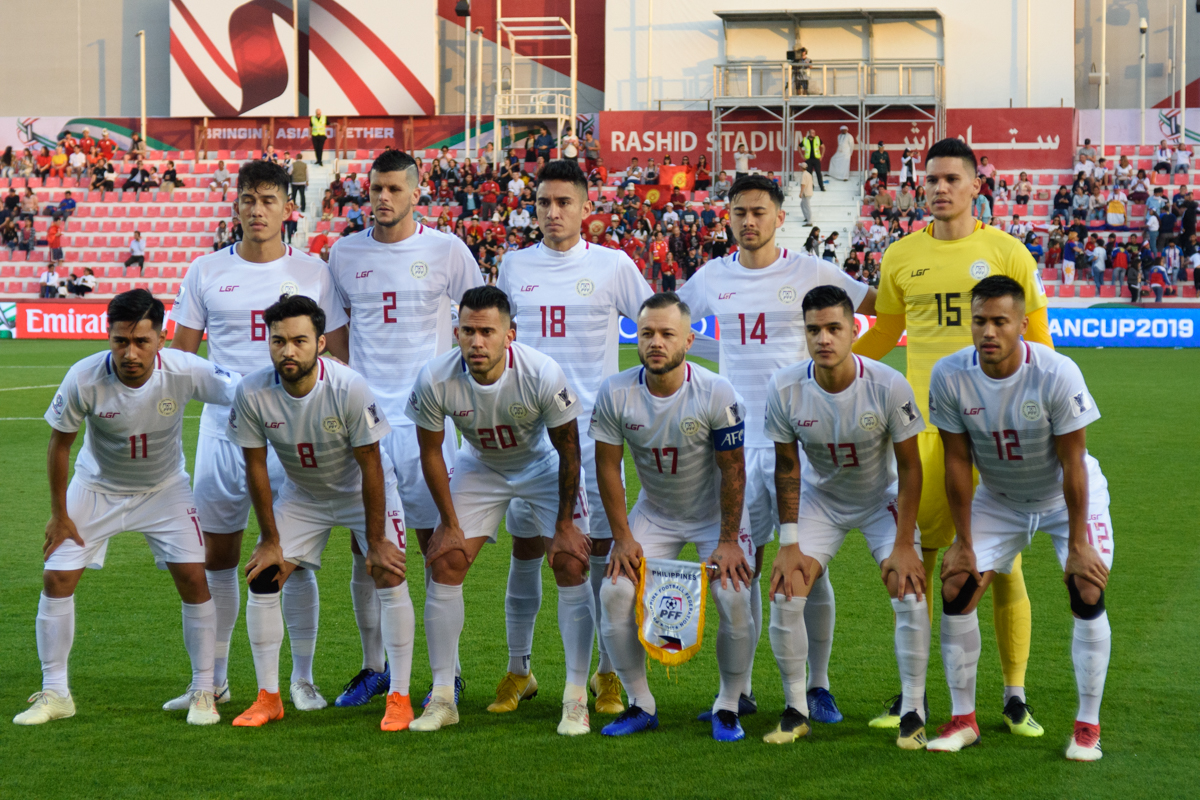
La nazionale filippina scesa in campo in una partita della Coppa d'Asia 2019.

A seguito di una storica vittoria per 3-2 contro la Corea del Nord avvenuta il 29 marzo 2016 allo Stadio Rizal Memorial di Manila, valevole per l'ultima giornata delle qualificazioni a Russia 2018, gli Azkals salirono al 116º posto del ranking FIFA, la posizione più alta della loro storia, compiendo un avanzamento di ben 19 posizioni. Fu una partita rocambolesca, in cui gli Azkals a 10 minuti dalla fine ribaltarono l'1-2 dei nordcoreani, vincendo per 3-2. Pur avendo fallito la qualificazione al mondiale di Russia 2018, grazie al terzo posto nel girone le Filippine riuscirono ad accedere al terzo turno delle qualificazioni alla Coppa d'Asia 2019.
Verso la fine del 2016 le Filippine ospitarono con la Birmania la fase a gironi della AFF Suzuki Cup 2016, ma non riuscirono a superarla piazzandosi al terzo posto nel girone dietro Thailandia e Indonesia e davanti a Singapore, con 2 pareggi e una sconfitta in 3 partite.
Nel terzo turno delle qualificazioni alla Coppa d'Asia 2019, disputate da marzo 2017 a marzo 2018, la squadra vinse il girone con Yemen, Tagikistan e Nepal. Grazie al successo per 2-1 contro il Tagikistan del 27 marzo 2018 allo Stadio Rizal Memorial di Manila, le Filippine ottennero per la prima volta nella propria storia la qualificazione alla fase finale della massima competizione continentale.
Malgrado lo storico traguardo Dooley, in scadenza di contratto nel marzo 2018, non fu riconfermato e il 14 giugno seguente fu avvicendato dall'ex capitano della nazionale inglese Terry Butcher (77 presenze con i Leoni dal 1980 al 1990). L'esperienza di Butcher fu tuttavia brevissima, tanto che ad agosto l'inglese annunciò le proprie dimissioni senza aver svolto alcun ritiro, definendo il sistema calcistico filippino non conforme alle proprie idee di gioco. Il CT fu sostituito il 30 agosto dal suo vice Scott Cooper, che tuttavia lasciò il posto allo svedese Sven-Göran Eriksson, ingaggiato con contratto semestrale in vista dell'imminente Coppa d'Asia.
Dal novembre al dicembre 2018 la squadra partecipò all'AFF Suzuki Cup 2018, dove superò il girone di prima fase grazie al secondo posto dietro alla Thailandia con 2 vittorie e 2 pareggi in 4 partite, prima di perdere la semifinale contro il Vietnam poi campione. Deludente fu il percorso della squadra di Eriksson nella fase finale della Coppa d'Asia 2019: le Filippine si classificarono ultime nel proprio girone, avendo perso contro Corea del Sud (1-0), Cina (3-0) e Kirghizistan (3-1). Dopo la disfatta, a meno di tre mesi dalla nomina, il CT svedese si è dimesso, lasciando il posto al rientrante Scott Cooper. Nelle qualificazioni al Mondiale 2022, la nazionale giunge terza nel girone, a 11 punti, grazie a 2 vittorie con Guam, una vittoria e un pareggio con le Maldive e un pareggio contro la Cina.

## Rosa attuale
Presenze e reti aggiornate al 12 settembre 2023.
| 1  | P | Neil Etheridge      | 7 febbraio 1990   | 75 | 0  | Birmingham City     |  |  |
| 15 | P | Kevin Ray Mendoza   | 29 settembre 1994 | 7  | 0  | Kuala Lumpur        |  |  |
| 16 | P | Patrick Deyto       | 15 febbraio 1990  | 18 | 0  | Chonburi            |  |  |
|    |   |                     |                   |    |    |                     |  |  |
| 2  | D | Santiago Rublico    | 18 agosto 2005    | 4  | 0  | Atlético Madrid U19 |  |  |
| 5  | D | Kike Linares        | 12 luglio 1994    | 6  | 0  | PSM Makassar        |  |  |
| 6  | D | Audie Menzi         | 11 ottobre 1994   | 6  | 1  | Kaya-Iloilo         |  |  |
| 11 | D | Daisuke Sato        | 20 settembre 1994 | 58 | 3  | Persib              |  |  |
| 12 | D | Amani Aguinaldo     | 24 aprile 1995    | 56 | 0  | Trat                |  |  |
| 14 | D | Carli de Murga      | 30 novembre 1988  | 57 | 4  | Barito Putera       |  |  |
| 23 | D | Christian Rontini   | 20 luglio 1999    | 7  | 1  | Persita Tangerang   |  |  |
| 27 | D | Jesse Curran        | 26 luglio 1996    | 9  | 0  | Ratchaburi          |  |  |
|    |   |                     |                   |    |    |                     |  |  |
| 7  | C | Mike Ott            | 2 marzo 1995      | 36 | 5  | Barito Putera       |  |  |
| 8  | C | Manny Ott           | 6 maggio 1992     | 60 | 4  | Kedah               |  |  |
| 17 | C | Jesus Melliza       | 20 aprile 1992    | 8  | 1  | Kaya-Iloilo         |  |  |
| 21 | C | Marwin Angeles      | 9 gennaio 1991    | 27 | 1  | Kaya-Iloilo         |  |  |
| 22 | C | Justin Baas         | 16 marzo 2000     | 13 | 0  | Kaya-Iloilo         |  |  |
| 24 | C | John-Patrick Strauß | 28 gennaio 1996   | 17 | 2  | Hansa Rostock       |  |  |
| 32 | C | Dennis Villanueva   | 28 aprile 1992    | 15 | 0  | Police Tero         |  |  |
|    |   |                     |                   |    |    |                     |  |  |
| 9  | A | Bienvenido Marañón  | 15 maggio 1986    | 12 | 4  | Chanthaburi         |  |  |
| 10 | A | OJ Porteria         | 9 maggio 1994     | 34 | 2  | Kelantan            |  |  |
| 13 | A | Sebastian Rasmussen | 17 gennaio 2002   | 5  | 4  | Hobro               |  |  |
| 18 | A | Jarvey Gayoso       | 11 febbraio 1997  | 13 | 2  | Kaya-Iloilo         |  |  |
| 29 | A | Patrick Reichelt    | 5 giugno 1988     | 77 | 14 | Kuala Lumpur        |  |  |

## Tutte le rose

### Coppa d'Asia
Coppa d'Asia 20191 Villanueva, 2 Silva, 3 de Murga, 4 Strauß, 5 Mi. Ott, 6 Woodland, 7 Ramsay, 8 Ma. Ott, 9 Bedic, 10 P. Younghusband, 11 Satō, 12 Palla, 13 Reed, 14 Ingreso, 15 Falkesgaard, 16 Mendoza, 17 Schröck, 18 Reichelt, 19 Dizon, 20 Patiño, 21 Tanton, 22 Aguinaldo, 23 J. Younghusband, CT: Eriksson

## Record individuali
Statistiche aggiornate al 17 giugno 2024.
Nota: in grassetto i giocatori ancora attivi in nazionale.
| #  | Giocatore           | Periodo   | Pres. | Reti |
| -- | ------------------- | --------- | ----- | ---- |
| 1  | Philip Younghusband | 2006-2019 | 108   | 52   |
| 2  | James Younghusband  | 2006-2019 | 97    | 12   |
| 3  | Patrick Reichelt    | 2011-     | 84    | 16   |
| 4  | Neil Etheridge      | 2008-     | 78    | 0    |
| 5  | Emelio Caligdong    | 2004-2013 | 69    | 16   |
| 6  | Robert Gier         | 2009-2015 | 66    | 2    |
| 7  | Manuel Ott          | 2010-     | 62    | 4    |
| 8  | Misagh Bahadoran    | 2011-2018 | 60    | 8    |
| 8  | Daisuke Satō        | 2014-     | 60    | 3    |
| 10 | Amani Aguinaldo     | 2013-     | 59    | 0    |

| # | Giocatore           | Periodo   | Reti | Pres. | Reti/pr. |
| - | ------------------- | --------- | ---- | ----- | -------- |
| 1 | Philip Younghusband | 2006-2019 | 52   | 107   | 0,49     |
| 2 | Emelio Caligdong    | 2004-2013 | 16   | 69    | 0,23     |
| 2 | Patrick Reichelt    | 2011-     | 16   | 84    | 0,19     |
| 3 | Ángel Guirado       | 2011-     | 13   | 46    | 0,28     |
| 4 | James Younghusband  | 2006-2019 | 12   | 97    | 0,12     |
| 6 | Ian Araneta         | 2002-2013 | 9    | 48    | 0,19     |
| 7 | Mark Hartmann       | 2011-     | 8    | 41    | 0,2      |
| 7 | Misagh Bahadoran    | 2011-2018 | 8    | 58    | 0,14     |
| 9 | Javier Patiño       | 2013-2019 | 7    | 20    | 0,35     |
| 9 | Chris Greatwich     | 2004-2015 | 7    | 49    | 0,14     |

## Capitani storici
Questo elenco comprende i calciatori che per un determinato periodo hanno vestito stabilmente la fascia di capitano.
- 1996-1998 Vicente Rosell
- 1999-2001 Norman Fegidero
- 2001-2002 Alfredo Razón González
- 2003-2004 Marlon Piñero
- 2005-2011 Alexander Borromeo
- 2011-2012 Emelio Caligdong
- 2012-2014 Robert Gier
- 2014-2018 Philip Younghusband
- 2019-oggi Stephan Schröck

## Partecipazioni ai tornei internazionali
Campionato del Mondo
- Dal 1930 al 1938 - Non partecipante
- 1950 - Ritirata
- Dal 1954 al 1962 - Non partecipante
- 1966 - Sospesa dalla FIFA per mancati pagamenti
- 1970 - Non partecipante
- 1974 - Ritirata
- Dal 1978 al 1994 - Non partecipante
- 1998 e 2002 - Non qualificata
- 2006 e 2010 - Non partecipante
- Dal 2014 al 2026 - Non qualificata

Coppa d'Asia
- Dal 1956 al 1968 - Non qualificata
- 1972 e 1976 - Non partecipante
- 1980 e 1984 - Non qualificata
- 1988 e 1992 - Non partecipante
- 1996 - Squalificata*
- 2000 - Non qualificata
- 2004 e 2007 - Non partecipante
- 2011 e 2015 - Non qualificata
- 2019 - Primo turno

Confederations Cup
- Dal 1992 al 2017 - Non qualificata

Campionato dell'ASEAN
- Dal 1996 al 2007 - Eliminata al 1º turno
- 2008 - Non qualificata
- 2010 - Semifinalista
- 2012 - Semifinalista

AFC Challenge Cup
- AFC Challenge Cup

* per aver schierato il calciatore Mark Yutan, di nazionalità statunitense

## Statistiche dettagliate sui tornei internazionali

### Mondiali
| Anno | Luogo                    | Piazzamento        | V | N | P | Gol |
| ---- | ------------------------ | ------------------ | - | - | - | --- |
| 1930 | Uruguay                  | Non partecipante   | - | - | - | -   |
| 1934 | Italia                   | Non partecipante   | - | - | - | -   |
| 1938 | Francia                  | Non partecipante   | - | - | - | -   |
| 1950 | Brasile                  | Ritirata           | - | - | - | -   |
| 1954 | Svizzera                 | Non partecipante   | - | - | - | -   |
| 1958 | Svezia                   | Non partecipante   | - | - | - | -   |
| 1962 | Cile                     | Non partecipante   | - | - | - | -   |
| 1966 | Inghilterra              | Sospesa dalla FIFA | - | - | - | -   |
| 1970 | Messico                  | Non partecipante   | - | - | - | -   |
| 1974 | Germania                 | Ritirata           | - | - | - | -   |
| 1978 | Argentina                | Non partecipante   | - | - | - | -   |
| 1982 | Spagna                   | Non partecipante   | - | - | - | -   |
| 1986 | Messico                  | Non partecipante   | - | - | - | -   |
| 1990 | Italia                   | Non partecipante   | - | - | - | -   |
| 1994 | Stati Uniti              | Non partecipante   | - | - | - | -   |
| 1998 | Francia                  | Non qualificata    | - | - | - | -   |
| 2002 | Corea del Sud / Giappone | Non qualificata    | - | - | - | -   |
| 2006 | Germania                 | Non partecipante   | - | - | - | -   |
| 2010 | Sudafrica                | Non partecipante   | - | - | - | -   |
| 2014 | Brasile                  | Non qualificata    | - | - | - | -   |
| 2018 | Russia                   | Non qualificata    | - | - | - | -   |
| 2022 | Qatar                    | Non qualificata    | - | - | - | -   |

### Coppa delle Nazioni Asiatiche
| Anno | Luogo                                   | Piazzamento      | V | N | P | Gol |
| ---- | --------------------------------------- | ---------------- | - | - | - | --- |
| 1956 | Hong Kong                               | Non qualificata  | - | - | - | -   |
| 1960 | Corea del Sud                           | Non qualificata  | - | - | - | -   |
| 1964 | Israele                                 | Non qualificata  | - | - | - | -   |
| 1968 | Iran                                    | Non qualificata  | - | - | - | -   |
| 1972 | Thailandia                              | Non partecipante | - | - | - | -   |
| 1976 | Iran                                    | Non partecipante | - | - | - | -   |
| 1980 | Kuwait                                  | Non qualificata  | - | - | - | -   |
| 1984 | Singapore                               | Non qualificata  | - | - | - | -   |
| 1988 | Qatar                                   | Non partecipante | - | - | - | -   |
| 1992 | Giappone                                | Non partecipante | - | - | - | -   |
| 1996 | Emirati Arabi Uniti                     | Squalificata     | - | - | - | -   |
| 2000 | Libano                                  | Non qualificata  | - | - | - | -   |
| 2004 | Cina                                    | Non partecipante | - | - | - | -   |
| 2007 | Indonesia/ Malaysia Thailandia/ Vietnam | Non partecipante | - | - | - | -   |
| 2011 | Qatar                                   | Non qualificata  | - | - | - | -   |
| 2015 | Australia                               | Non qualificata  | - | - | - | -   |
| 2019 | Emirati Arabi Uniti                     | Primo turno      | 0 | 0 | 3 | 1:7 |

### FIFA Confederations Cup
| Anno | Luogo                    | Piazzamento     | V | N | P | Gol |
| ---- | ------------------------ | --------------- | - | - | - | --- |
| 1992 | Arabia Saudita           | Non qualificata | - | - | - | -   |
| 1995 | Arabia Saudita           | Non qualificata | - | - | - | -   |
| 1997 | Arabia Saudita           | Non qualificata | - | - | - | -   |
| 1999 | Messico                  | Non qualificata | - | - | - | -   |
| 2001 | Corea del Sud / Giappone | Non qualificata | - | - | - | -   |
| 2003 | Francia                  | Non qualificata | - | - | - | -   |
| 2005 | Germania                 | Non qualificata | - | - | - | -   |
| 2009 | Sudafrica                | Non qualificata | - | - | - | -   |
| 2013 | Brasile                  | Non qualificata | - | - | - | -   |
| 2017 | Russia                   | Non qualificata | - | - | - | -   |

## Allenatori
- Dionisio Calvo (1934, 1954)
- Alan Rogers (1962-63)
- Danny McLennan (1963)
- Juan Cutillas (1968-72)
- Florentino Broce (1973-74)
- Juan Cutillas (1975-78, 1981-84)
- Alberto Honasan (1987)[45]
- Carlos Cavagnaro (1989)
- Eckhard Krautzun (1991-92)
- Mariano Araneta[46] (1993)
- Noel Casilao (1993-96)
- Juan Cutillas (1996-00)
- Rodolfo Alicante (2000)
- Masataka Imai (2001)

- Sugao Kambe (2002-03)
- Aris Caslib (2004-07)
- Norman Fegidero (2008)
- Juan Cutillas (2008-09)
- Aris Caslib (2009)
- Des Bulpin (2009-10)
- Simon McMenemy (2010)
- Michael Weiß (2011-14)
- Thomas Dooley (2014-2018)
- Terry Butcher (2018)
- Scott Cooper (2018)
- Sven-Göran Eriksson (2018-2019)
- Scott Cooper (2019)
- Goran Milojević (2019-2020)
- Scott Cooper (2020-oggi)